# 밤이면 내리는 비
《밤이면 내리는 비》는 1979년 공개된 대한민국의 영화이다.

## 줄거리
유치원 교사인 가희는 남자친구 영우를 만나러 가던 어느 날 밤 강간을 당한다. 가희는 나중에 가해자가 권투 선수 황사빈이라는 것을 알아차리고, 그가 싸움에서 지는 것을 본 후 그에게 감정을 품기 시작한다.

## 배역
- 김영란
- 이영하
- 이덕화
- 박근형

## 수상
- 1980년 제16회 백상예술대상
  - 영화부문 신인감독상 - 박철수